# Jorge Cabré Rico
Jorge Cabré Rico (Alicante, Comunidad Valenciana, España, 8 de octubre de 1961) es un jurista, político y profesor español.

## Biografía
Nacido en la ciudad de Alicante, el día 8 de octubre de 1961.
Realizó su formación primaria y secundaria en el Colegio Inmaculada Jesuitas de su ciudad natal.
Seguidamente se licenció en Derecho por la Facultad de la Universidad de Alicante (UA) y a sus 25 años se interesó por la carrera fiscal.
Tras finalizar sus estudios superiores, su primer y único destino ha sido la Fiscalía de la Audiencia Provincial de Alicante donde ha ejercido durante un total de 23 años. Durante este periodo formó parte de la ejecutiva nacional de la Asociación de Fiscales y también fue profesor asociado de la misma facultad en la que estudió.
En 2008 el entonces Consejero de Justicia Fernando de Rosa, lo designó como Delegado especial del Observatorio de Justicia de la Comunidad Valenciana y en 2010 dio el salto a la Secretaría Autonómica de Justicia. 
Ya en junio de 2011 el entonces presidente de la comunidad Francisco Camps, lo nombró como Consejero de Justicia y Bienestar Social, sucediendo en el cargo a Paula Sánchez de León ("justicia") y a Angélica Such Ronda ("bienestar social").
El 10 de diciembre de 2012 fue sucedido en la consejería, por Serafín Castellano ("justicia") y Asunción Sánchez Zaplana ("bienestar social"), tras una remodelación del consejo efectuada por el siguiente presidente de la Generalidad Alberto Fabra.